# Lothar Schäffner

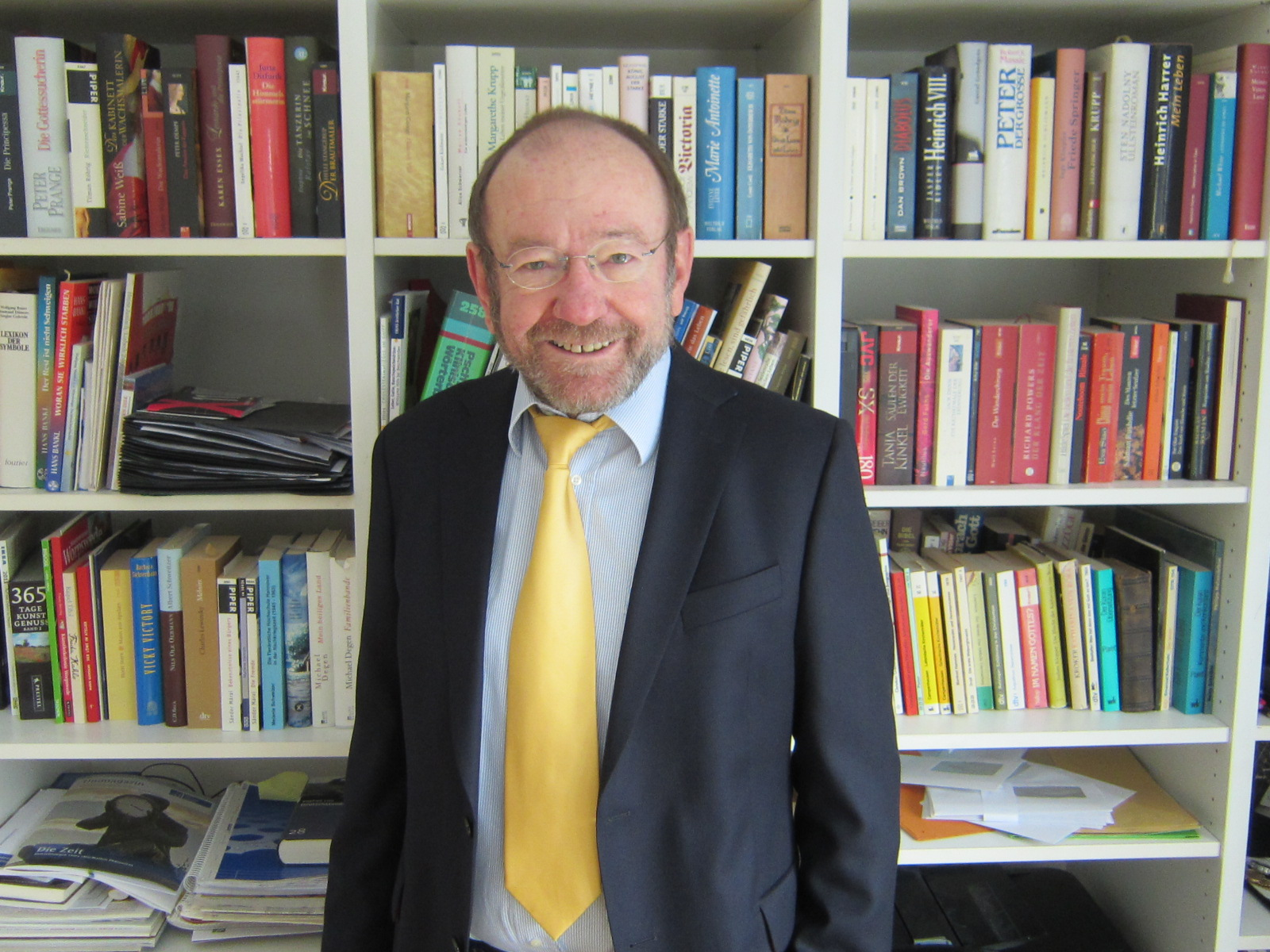
. Lothar Schäffner, 2013

Lothar Schäffner (* 19. Oktober 1943 in Rottweil) ist ein deutscher Erziehungswissenschaftler.

## Leben und Werdegang
Schäffner ist in Stuttgart aufgewachsen. Nach einem sozial- und geisteswissenschaftlichen Studium in Tübingen und Kiel arbeitete er von 1970 an in Einrichtungen der öffentlich geförderten Erwachsenenbildung, davon 5 Jahre in leitender Funktion.
1976 erhielt er einen Ruf an das  Institut für Erwachsenenbildung der Universität Hannover. Neben seiner Arbeit als Professor bekleidete er für mehrere Jahre das Amt des Dekans des Fachbereichs Erziehungswissenschaften und später für 10 Jahre die eines Senators der gesamten Universität.
Zwischenzeitlich übernahm er im Rahmen einer Beurlaubung die Leitung der Bildungsabteilung der Continental AG Hannover für die deutschsprachigen Standorte und war damit verantwortlich für die Aus- und Weiterbildung von 25 000 Mitarbeitern.
Anschließend etablierte er in seinem Institut den neuen Schwerpunkt „betriebliche Weiterbildung“.

## Forschungsarbeit
- wissenschaftliche Begleitung des Langzeitprojektes Ausbildung von Frauen in gewerbliche/technischen Berufen
- Implementierung  einer Facharbeiterausbildung für die Produktion
- Etablierung von Teamarbeit in der Produktion
- Ermittlung von Kundenbedürfnissen in der Luftfahrtbranche und Konsequenzen für die Weiterbildung des Personals
- Ermittlung von Patientenbedürfnissen in medizinischen Einrichtungen und organisatorische und therapeutische Konsequenzen

## Veröffentlichungen
- Arbeit gestalten durch Qualifizierung. Ein Handbuch zu Theorie und Praxis der betrieblichen Weiterbildung. Lothar Schäffner: München Lexika Verlag 1991.
- Der Beitrag der Veränderungsforschung zur Nachhaltigkeit von Organisationsentwicklung. Lothar Schäffner: München und Mering Rainer Hampp Verlag 2002.
- Das Kabarett, der Spiegel des politischen Geschehens. Dissertation Universität Kiel 1969.
- Kompetenzorientierte Teamentwicklung – Theoretischer Ansatz und vielfältige Coaching und Trainingmethoden; Buchreihe Kompetenzmanagement in der Praxis, Band 4; Lothar Schäffner und Imke Bahrenburg: Münster u. a. Waxmann Verlag 2010.
- Das Mandantengespräch. Winfried Bähring, Christian Roschmann und Lothar Schäffner: Essen 1989
- Welcher Arzt passt zu mir? Wege zu einem mündigen Patienten. Reinhard Brunkhorst und Lothar Schäffner: Norderstedt BOD 2013.